# St-Laurent (Ollioules)

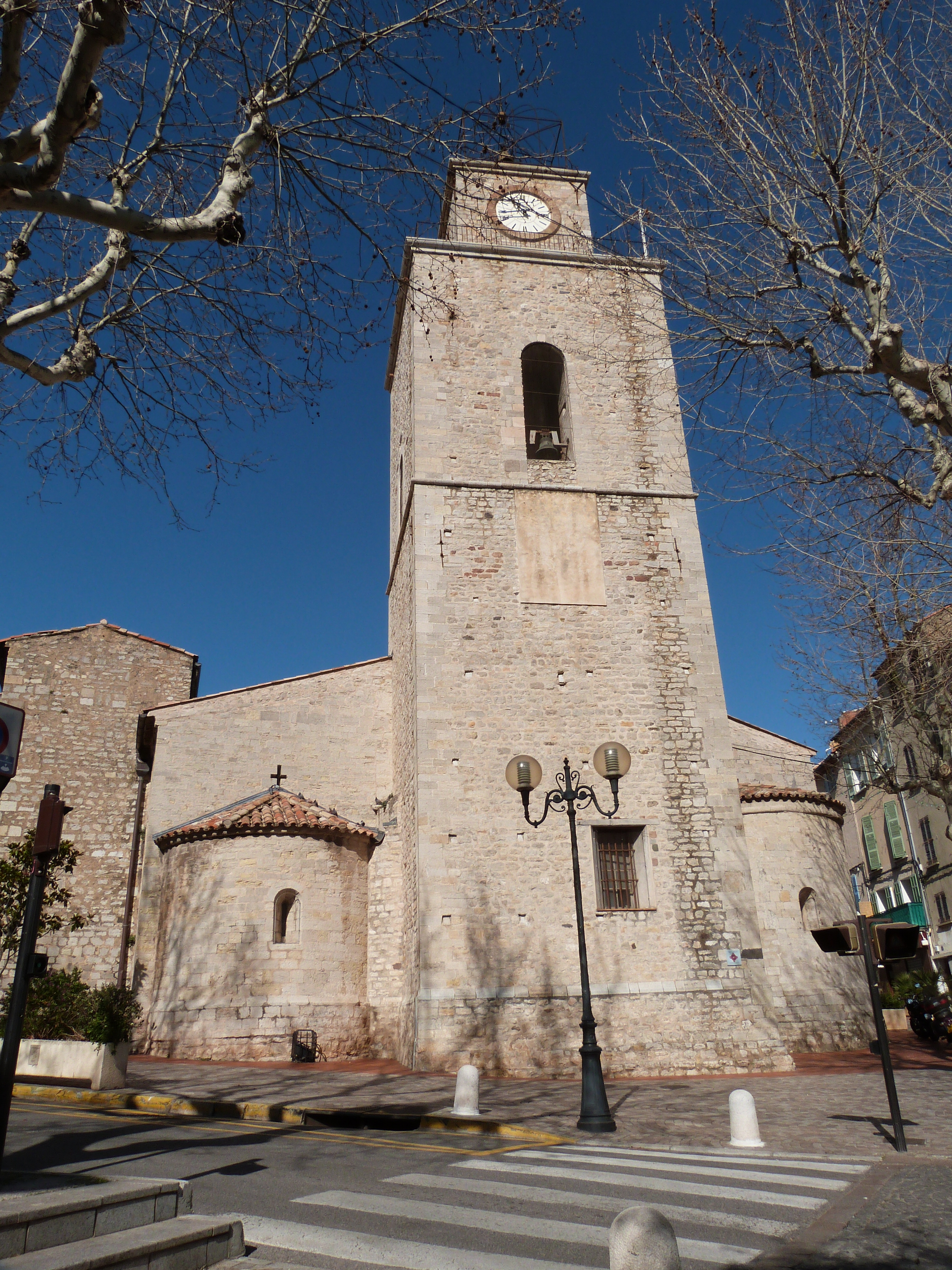
Blick zum Chor der Laurentiuskirche

Die Kirche Saint-Laurent ist eine katholische Kirche in Ollioules im Département Var in Frankreich. Das Gebäude ist 1982 als Denkmal in den monuments historiques klassifiziert worden. Die Pfarrei gehört zum Bistum Fréjus-Toulon.

## Beschreibung
Auf Anordnung des Bischofs von Toulon wurde die Kirche ab 1475 um zwei Seitenschiffe erweitert. Seither ist eine Hallenkirche. Im Osten schließt sie mit drei halbkreisförmigen Apsiden. Über der Hauptapsis erhebt sich ein Chorturm, sie ist im Inneren halbkreisförmig und zeigt im Äußeren einen geraden Chorschluss. Die Nebenapsiden schließen auch außen als Halbkreis.

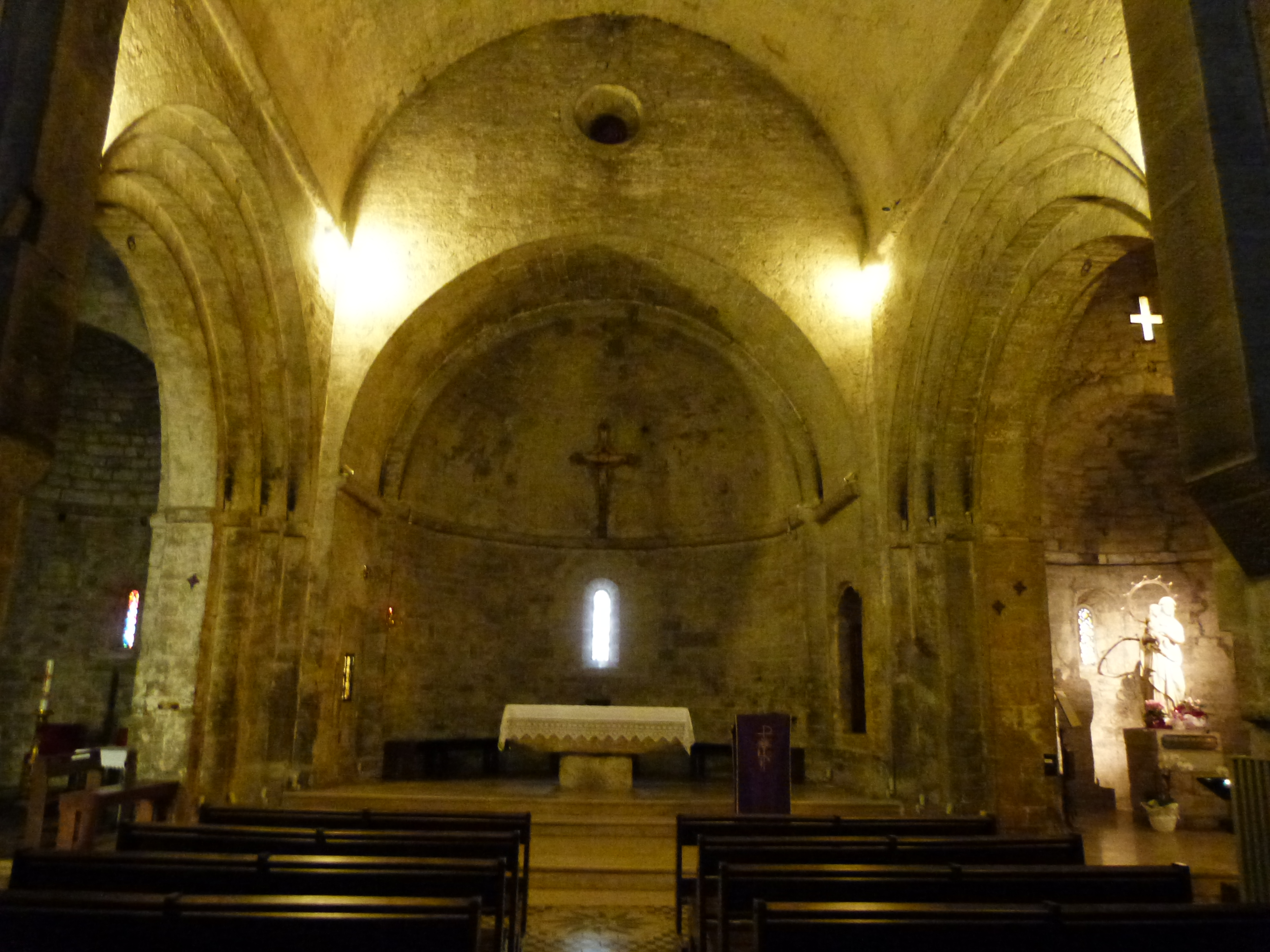
Östliches Ende mit drei Apsiden
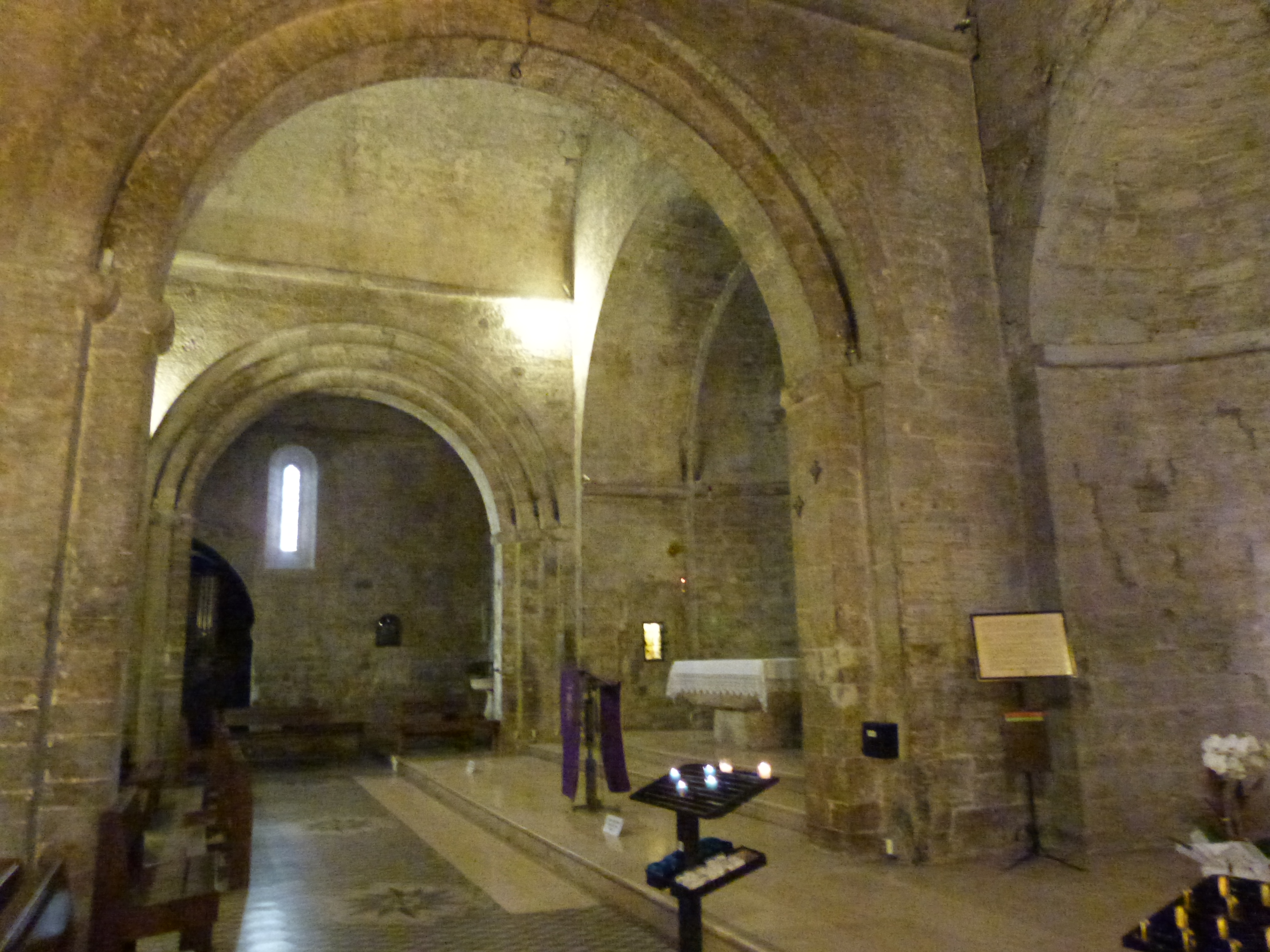
Sicht vom südlichen zum nördlichen Seitenschiff